# アブドゥルファッターハ・アブドッラフマーン・ブルハーン
アブドゥルファッターハ・アブドッラフマーン・アル＝ブルハーン（アラビア語: عبد الفتاح عبد الرحمن البرهان, ラテン文字転写: Abdel Fattah Abdelrahman al-Burhan, 1960年7月11日 - ）は、スーダンの軍人、政治家。階級は中将。
2019年4月にアフメド・アワド・イブンオウフの後任として暫定軍事評議会議長に就任し、同年8月に国家元首にあたる主権評議会議長に就任。10月25日に再度クーデターを起こして暫定政権と主権評議会を解散させ、11月11日には自らを長とする新たな主権評議会を組織した。

## 来歴
2018年に発生した抗議運動（スーダン革命）でデモ参加者の声に耳を傾けるなど、スーダンの将軍のなかでは清廉な人柄とされる。しかし、暫定軍事評議会議長就任後は、反政府抗議運動の徹底的な弾圧や、インターネットの遮断を行っている。特に2018年6月3日には、平和的にデモ行進していた大勢の人々が、警察部隊や民兵に殺害され、40人前後の遺体がナイル川に投げ入れられたほか、数百人がハルツーム市街で拷問、傷害、強姦された。
2019年5月には初めての外遊としてエジプトを訪問し、大統領のアブドルファッターフ・アッ＝シーシーと会談した。2回目の外遊先はアラブ首長国連邦であった。
2019年のクーデター後は合議制の主権評議会という形で権力の一翼を担ったが、議長職が文民に渡る2021年11月を前にアブダッラー・ハムドゥーク首相との関係は次第に悪化。2021年10月14日にブルハーンはハムドゥーク首相に辞任を要求したが、ハムドゥークはこれを拒否。25日朝に軍部はハムドゥークの自宅を包囲し軟禁下に置いたほか、政権側の要人の身柄も次々に拘束した。ブルハーンは国営放送スーダンテレビを通じてハムドゥーク暫定政権の打倒と、自らが議長を務める主権評議会の解散を宣言。また全土に非常事態宣言を発令したほか、選挙を2023年7月に実施することも合わせて発表し、国家運営能力のある民選政権への移行に軍部が責任を持つとした（2021年10月スーダンクーデター）。11月11日、自らを長とした新たな主権評議会を組織。14人のメンバーから成るが、民主化勢力の自由・変革同盟は排除された。しかし10日後の11月21日に各政治勢力、社会市民組織との間でハムドゥークを首相に復職させるほか、全ての政治犯を釈放することで合意した。2022年1月2日、ハムドゥークが治安部隊によるデモ弾圧などに抗議する形で首相を辞任すると表明。ブルハーンは1月19日にオスマン・フセイン閣僚評議会書記長に首相を兼任させた。
しかし文民勢力の大半は軍との交渉を拒否し、即座に文民政権を作るよう要求。軍政に反対するデモが頻発する事態となり国際連合やアフリカ連合(AU)、東アフリカ7カ国で構成する地域グループ『政府間開発機構(IGAD)』が調停に乗り出す事態となった。2022年6月4日、ブルハーンは国連主導の政治危機対話から軍が抜けることを発表したほか、文民各勢力と反政府グループに暫定政権樹立の協議を促す声明を発表。新政権が樹立されれば主権評議会は解散し、軍の最高評議会が樹立され国の治安や防衛を担うとも発表した。

## 人物
スーダンの軍事学校で学び、エジプトやヨルダンに留学した経験もある。妻とのあいだに3子がいる。